# Pterostichus isabellae
Pterostichus isabellae är en skalbaggsart som beskrevs av John Lawrence LeConte. Pterostichus isabellae ingår i släktet Pterostichus och familjen jordlöpare. Inga underarter finns listade i Catalogue of Life.